# Royce da 5′9″
Royce da 5′9″ (* 5. Juli 1977 in Detroit, Michigan; bürgerlich Ryan Daniel Montgomery), früher auch bekannt als Royce the 5'9", ist ein US-amerikanischer Rapper, Musikproduzent und Songwriter. Sein Name leitet sich von dem Markenzeichen der Automarke Rolls-Royce und seiner Körpergröße von ca. 1,75 m (5 Fuß und 9 Zoll) ab. Royce ist Mitglied der Hip-Hop-Formationen Bad Meets Evil, Slaughterhouse und PRhyme.

## Leben
Royce wuchs in Detroit auf und traf dort 1997 auf Eminem, bevor dieser 1998 von Dr. Dre entdeckt wurde. Mit Eminem war er mit dem Duo Bad Meets Evil aktiv. Sie produzierten mehrere Songs, von denen See You In Hell später in Eminems Album The Slim Shady LP als Bad meets Evil enthalten war.
Royce da 5′9″ war als Ghostwriter an Dr. Dres Album 2001 beteiligt und hatte ursprünglich bei Xxplosive auch einen Part. Einige der von ihm geschriebenen Songs kamen schließlich nicht auf das Album und leakten später. Als Royce’ damaliger Manager das Ghostwriting öffentlich bekannt gab, verlangte Dr. Dre, dass Royce sich von ihm trenne. Royce weigerte sich jedoch und beendete die Zusammenarbeit mit Dre.
Tommy Boy Records wurde 2000 auf Royce aufmerksam und nahm ihn unter Vertrag. Die Zusammenarbeit war nur kurz, das angekündigte Debütalbum Rock City wurde nicht veröffentlicht. Er wechselte zu dem New Yorker Label Game Recordings, das ihm half, sein Debütalbum 2002 über einen Vertrag bei Columbia Records zu veröffentlichen. Auch hier dauerte die Zusammenarbeit nur kurz. Das Album wurde von Columbia vom Markt genommen und im gleichen Jahr neu gemischt von Koch Records als Rock City (Version 2.0) erneut veröffentlicht. Der Executive Producer des Albums war Eminem. Einzelne Lieder wurden von The Neptunes, Trackmasters und DJ Premier produziert.
Im gleichen Jahr versuchte er bei Eminems Label Shady Records unter Vertrag zu kommen, was von Eminem abgelehnt wurde, da dieser keine neuen Künstler aufnehmen wollte. Zwei Wochen nach der Anfrage unterzeichnete 50 Cent bei Shady Records. Dies war der Anlass für Beef zwischen Royce und Eminem, der durch D12 unterstützt wurde. Nach diversen Disstracks kam es zu einer offenen Konfrontation zwischen Royce und dem D12-Mitglied Proof, in deren Verlauf auch Schusswaffen involviert waren. Die beiden Kontrahenten wurden verhaftet und mussten eine Nacht im Gefängnis verbringen, wo sie ihre Differenzen beilegten.
2004 veröffentlichte Royce wieder über Koch das Album Death is Certain, das inhaltlich vom Beef mit den anderen Detroiter Rappern handelt. Die Produktion wurde von Carlos, einem Mitglied von The Hitmen, übernommen. Auch DJ Premier produzierte ein Lied. Auf den Billboard Top 200 erreichte das Album Platz 161. Gefolgt wurde das Album vom 2005 erschienenen Independent’s Day.
Am 19. September 2006 wurde Royce da 5′9″ aufgrund eines Verstoßes gegen Bewährungsauflagen zu einem Jahr Haftstrafe verurteilt. Er wurde jedoch bereits Anfang Januar 2007 im Rahmen eines Arbeitsprojektes wieder entlassen.
Im Mai 2007 veröffentlichte Montgomery ein Mixtape namens The Bar Exam zusammen mit DJ Premier und Statik Selektah. Anschließend war er als Ghostwriter für Diddys Album Press Play tätig. Diddy zeigte Interesse daran, Royce für sein Label Bad Boy Entertainment zu gewinnen, und auch Nas bot an, Montgomery bei seinem Label zu signen. Schließlich kam Royce da 5′9″ aber bei Gracie Productions unter Vertrag.
Am 13. Juni 2011 wurde die EP Hell: The Sequel veröffentlicht, die Royce da 5′9″ gemeinsam mit Eminem unter dem Namen Bad Meets Evil aufnahm und Platz 1 der US-Charts erreichen konnte.
Ende 2014 erschien das Kollabo-Album PRhyme mit DJ Premier auf dem gleichnamigen Label.
Auf Eminems 2020 veröffentlichten Album Music to Be Murdered By ist Royce da 5′9″ auf drei Liedern vertreten.

## Diskografie

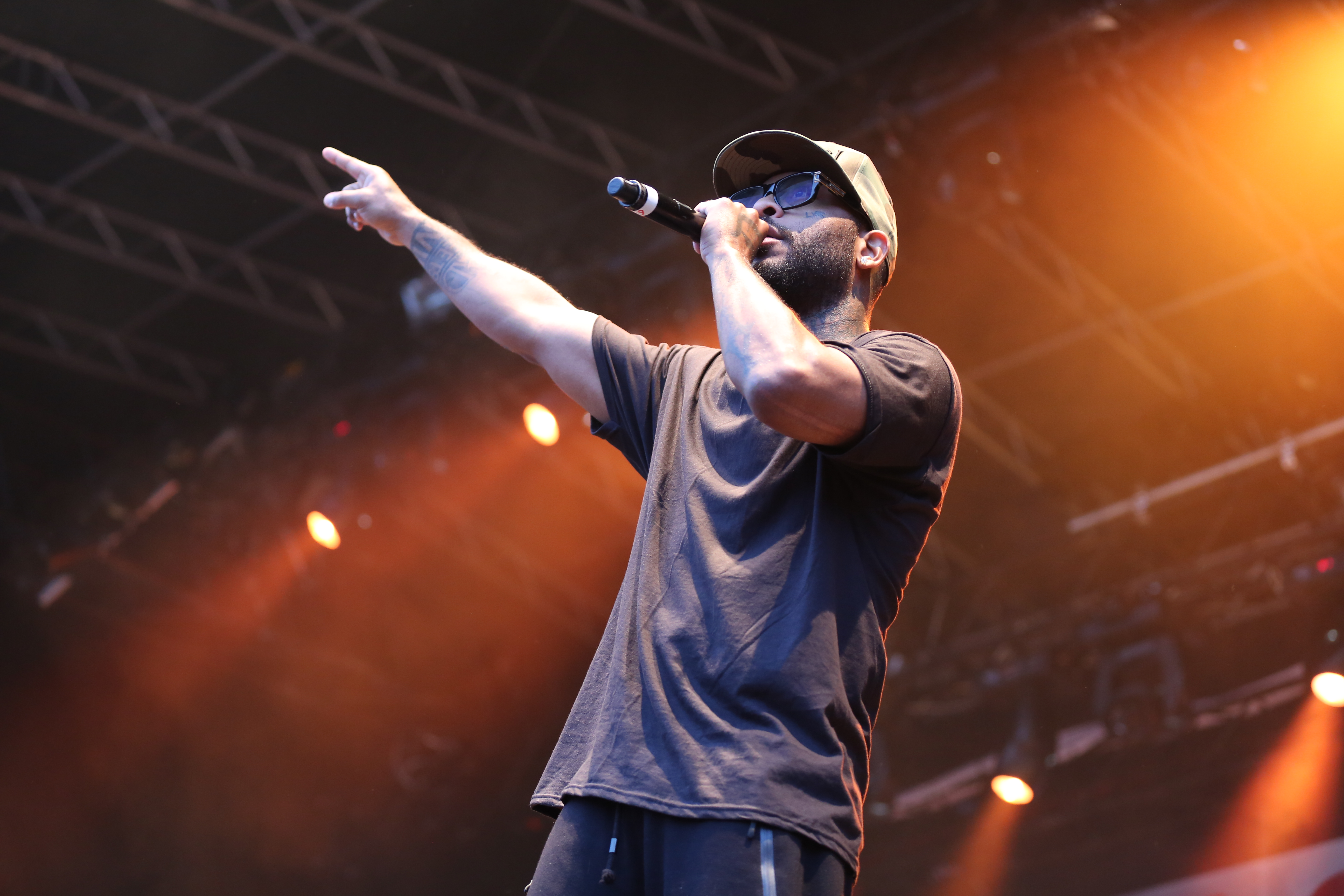
Royce da 5′9″ beim Out4Fame-Festival 2016

### Alben
- 2002: Rock City (Columbia Records)
- 2002: Rock City (Version 2.0) (Koch Records)
- 2004: Death Is Certain (Koch Records)
- 2005: Independent's Day (Trouble/M.I.C. Records)
- 2008: The Album (M.I.C. Records)
- 2009: Street Hop (M.I.C. Records)
- 2011: Hell: The Sequel (Interscope Records; als Bad Meets Evil mit Eminem)
- 2011: Success Is Certain (Rykodisc/Warner Records)
- 2014: PRhyme (PRhyme Records; als PRhyme mit DJ Premier)
- 2016: Layers (Bad Half Entertainment)
- 2018: PRhyme 2 (PRhyme Records; als PRhyme mit DJ Premier)
- 2018: Book of Ryan (Heaven Studios/eOne Music)
- 2020: The Allegory (Heaven Studios/eOne Music)

### Singles (Auswahl)
- 2002: Rock City (feat. Eminem)
- 2018: Not Alike (mit Eminem; UK: Silber)
- 2020: You Gon’ Learn (mit Eminem und White Gold)